# Südostasienspiele

Logo der Südostasienspiele

Die Südostasienspiele sind sportliche Wettkämpfe südostasiatischer Staaten. Sie finden alle zwei Jahre statt. In Südostasien werden sie englisch SEA Games genannt.

## Geschichte
Am 22. Mai 1958, während der 3. Asienspiele in Tokio, beschlossen Vertreter Thailands, Burmas (Myanmar), der Föderation Malaya (heute Malaysia), Laos, Südvietnams und Kambodschas, einen südostasiatischen Sportverband zu gründen, um den Zusammenhalt in der Region zu stärken. Federführend war Laung Sukhumnaipradit, damals Vizepräsident des Thailändischen Olympischen Komitees.
Die ersten Southeast Asian Peninsular Games, an denen auch Singapur teilnahm, wurden vom 12. bis 17. Dezember 1959 in Bangkok abgehalten. Die Spiele 1963 mussten vom Veranstalter Kambodscha abgesagt werden. Ab 1977 nahmen auch Indonesien und die Philippinen teil, und der Name wurde in Southeast Asian Games (Südostasienspiele) geändert. Brunei wurde zwei Jahre später, bei den 10. Südostasienspielen aufgenommen, und Osttimor im Jahre 2003 bei den 22. Spielen.
Thailand und Malaysia veranstalteten bisher jeweils sechs Südostasienspiele, Indonesien, die Philippinen und Singapur jeweils vier, Burma (Myanmar) drei Spiele; Brunei, Vietnam und Laos waren je einmal Veranstalter.

## Teilnehmer
- Brunei, seit 1979
- Indonesien, seit 1977
- Kambodscha, seit 1959
- Laos, seit 1959
- Malaysia, seit 1959
- Myanmar, seit 1959
- Osttimor, seit 2003
- Philippinen, seit 1977
- Singapur, seit 1959
- Thailand, seit 1959
- Vietnam, seit 1959

## Austragungsorte
1. 1959 Bangkok, Thailand
2. 1961 Rangoon, Burma
3. 1965 Kuala Lumpur, Malaysia
4. 1967 Bangkok, Thailand
5. 1969 Rangoon, Burma
6. 1971 Kuala Lumpur, Malaysia
7. 1973 Singapur
8. 1975 Bangkok, Thailand
9. 1977 Kuala Lumpur, Malaysia
10. 1979 Jakarta, Indonesien
11. 1981 Manila, Philippinen
12. 1983 Singapur
13. 1985 Bangkok, Thailand
14. 1987 Jakarta, Indonesien
15. 1989 Kuala Lumpur, Malaysia
16. 1991 Manila, Philippinen
17. 1993 Singapur
18. 1995 Chiangmai, Thailand
19. 1997 Jakarta, Indonesien
20. 1999 Bandar Seri Begawan, Brunei Darussalam
21. 2001 Kuala Lumpur, Malaysia
22. 2003 Hanoi und Ho Chi Minh City, Vietnam
23. 2005 Manila, Philippinen
24. 2007 Nakhon Ratchasima, Thailand
25. 2009 Vientiane, Laos
26. 2011 Palembang, Indonesien
27. 2013 Pyinmana Naypyidaw, Myanmar
28. 2015 Singapur
29. 2017 Kuala Lumpur, Malaysia
30. 2019 Davao City und Tubod, Philippinen
31. 2021 Hanoi, Vietnam
32. 2023 Phnom Penh, Kambodscha
33. 2025 Bangkok, Thailand
34. 2027 Kuala Lumpur, Malaysia
35. 2029 Singapur
36. 2031 Laos
37. 2033 Philippinen

## Sportarten
- Badminton (Details)
- Billard (Details)
- Bogenschießen
- Boxen
- Drachenboot
- Eishockey (Details)
- E-Sport
- Floorball
- Flossenschwimmen
- Fußball (Details)
- Gewichtheben
- Golf
- Handball (Details)
- Judo
- Karate Kata
- Leichtathletik
- Muay Thai
- Pencak Silat
- Pétanque
- Radsport
- Ringen
- Rudern
- Sepak Takraw
- Schießen
- Squash (Details)
- Synchronschwimmen
- Schwimmen
- Taekwondo
- Tennis
- Tischtennis
- Turmspringen
- Volleyball
- Wasserball
- Wushu